# Eurogrup
Eurogrupul reprezintă o reuniune a miniștrilor de finanțe din zona euro, adică acele state membre ale Uniunii Europene (UE) care au adoptat euro ca monedă oficială. Grupul are 19 de membri, începând cu 1 ianuarie 2015, dată la care Lituania a aderat la zona euro. Printre atribuții se numără controlul politic asupra aspectelor valutare și conexe ale uniunii monetare a UE, cum ar fi Pactul de stabilitate și de creștere. Președintele este actualul ministru de finanțe al Olandei, Jeroen Dijsselbloem.